# Kamikaze
Kamikaze (神風?) è una parola giapponese, di solito tradotta come "vento divino" (kami significa "divinità", un termine fondamentale nello shintoismo, e kaze sta per "vento"; ka inspirare e ze espirare). Internazionalmente e in generale è riferita agli attacchi suicidi eseguiti dai piloti giapponesi (su aerei carichi di esplosivo) contro le navi alleate verso la fine della Guerra del Pacifico (1941-1945)  nella seconda guerra mondiale. Il termine è mutuato dal nome di un leggendario tifone che si dice abbia salvato il Giappone da una flotta di invasione mongola inviata da Kublai Khan (gran Khan mongolo e imperatore cinese) sin dal 1274 con il primo tentativo ma anche nel 1281 con il secondo tentativo di occupazione del territorio nipponico. In Giappone la parola "kamikaze" viene riferita a questo tifone.

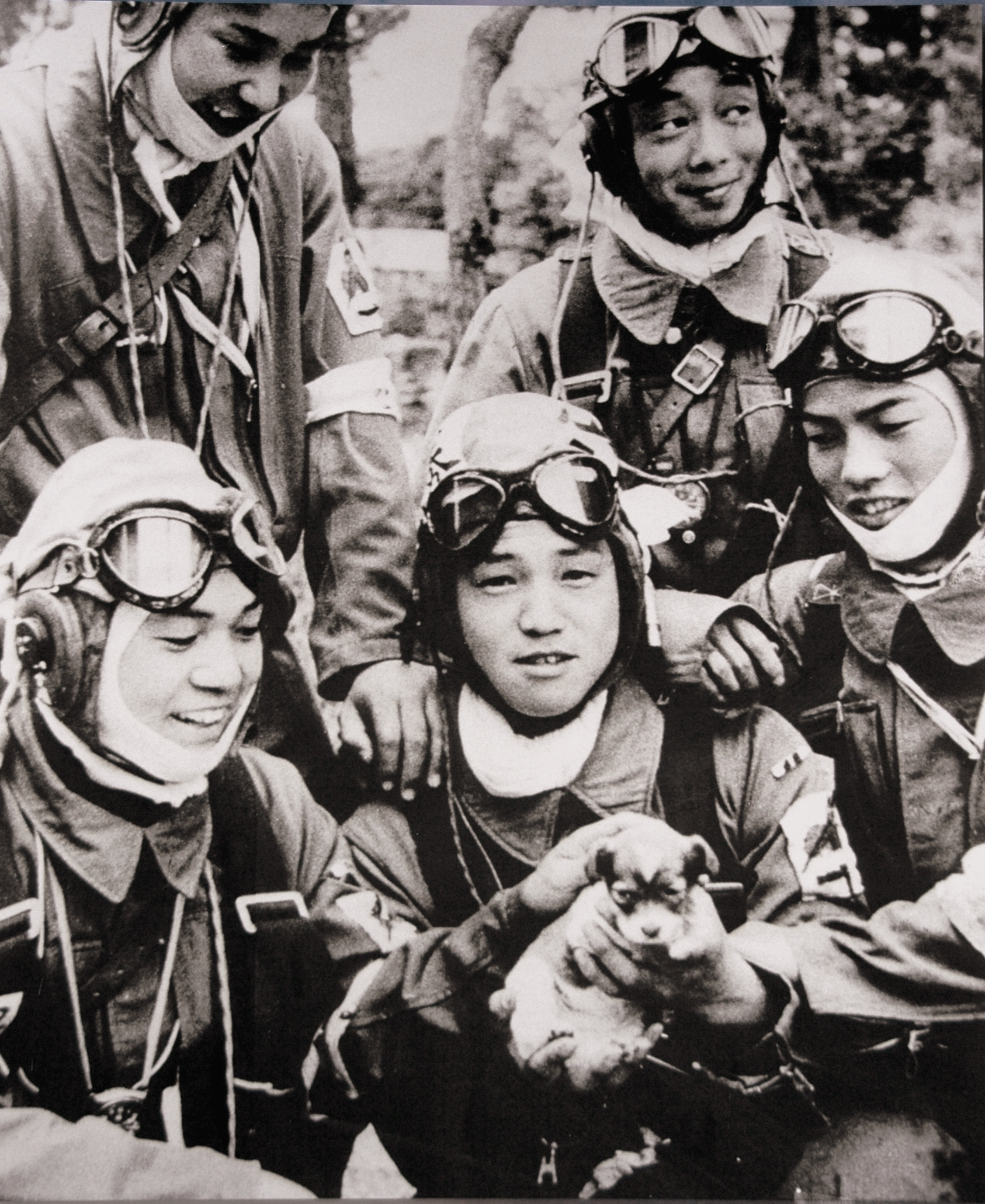
Un gruppo di giovani piloti kamikaze delle Forze aeree dell'esercito giapponese che, il 25 maggio 1945, durante la battaglia di Okinawa, danneggiarono gravemente il cacciatorpediniere USS Braine. Tutti e cinque i piloti della foto morirono nell'azione.

Gli attacchi aerei furono l'aspetto predominante e meglio conosciuto di un uso più ampio di attacchi - o piani - suicidi da parte di personale giapponese, inclusi soldati che indossavano esplosivo ed equipaggi di navi cariche di bombe. In giapponese la locuzione usata per le unità che eseguivano questi attacchi è tokubetsu kōgeki tai (特別攻撃隊? lett. "unità d'attacco speciale"), solitamente abbreviato in tokkōtai (特攻隊?). Nella seconda guerra mondiale le squadre suicide provenienti dalla Marina imperiale giapponese furono chiamate shinpū tokubetsu kōgeki tai (神風特別攻撃隊?), dove shinpū è la lettura-on (cinese) dei kanji che formano la parola "kamikaze"; le formazioni kamikaze delle forze aeree dell'Esercito imperiale giapponese erano invece denominata unità Shinbu (神武?).
Dalla fine della seconda guerra mondiale, la parola kamikaze è stata applicata a una varietà più ampia di attacchi suicidi, in altre parti del mondo ed in altre epoche. Esempi di questi includono Selbstopfer nella Germania nazista durante la seconda guerra mondiale ed attentati suicidi di natura terroristica e militare.
L'uso internazionale corrente del termine kamikaze per identificare attentati suicidi di natura terroristica - o di qualsiasi altra natura - non viene adottato dalla stampa nipponica, che invece gli preferisce jibaku tero (自爆テロ?), abbreviazione della locuzione anglo-giapponese jibaku terorisuto•自爆テロリスト (?, lett. "terroristi autoesplodenti").

## Seconda guerra mondiale

### Situazione
Le forze giapponesi, dopo la loro sconfitta nel 1942 alla battaglia delle Midway avevano perso l'iniziativa che avevano dal principio della guerra scoppiata nel Pacifico a dicembre 1941 (conosciuta ufficialmente in Giappone come "Grande Guerra dell'Asia Orientale"). Nel 1943-44 le forze alleate, sostenute dalla potenza industriale e dalle risorse naturali degli Stati Uniti d'America stavano avanzando costantemente verso il Giappone.
I caccia giapponesi erano ormai messi in minoranza e surclassati dai nuovi caccia USA, particolarmente l'F4U Corsair e il Grumman F6F Hellcat e, a causa delle perdite in combattimento, i piloti di caccia abili stavano diventando sempre più rari. Infine la scarsità di parti di ricambio e carburante rendeva problematiche anche le normali operazioni di volo.
Il 15 luglio 1944, l'importante base giapponese di Saipan venne occupata dalle forze alleate. Ciò rese possibile l'uso dei bombardieri a lungo raggio B-29 Superfortress per colpire direttamente il Giappone. Dopo la caduta di Saipan l'alto comando giapponese predisse che il successivo obiettivo degli alleati sarebbero state le Filippine, strategicamente importanti per la loro posizione tra il Giappone ed i campi petroliferi del sud est asiatico.
Questa predizione si avverò il 17 ottobre 1944 quando le forze alleate assaltarono l'isola di Suluan iniziando la battaglia del Golfo di Leyte. Alla 1ª Flotta Aerea della Marina imperiale giapponese con base a Manila venne assegnato l'incarico di assistere le navi giapponesi che avrebbero tentato di distruggere le forze alleate nel golfo di Leyte. La 1ª Flotta aerea disponeva di soli 40 aerei: 34 Mitsubishi A6M imbarcati su portaerei e 3 aerosiluranti Nakajima B6N Tenzan, 1 Mitsubishi G4M, 2 bombardieri Yokosuka P1Y Ginga e un aeroplano da ricognizione. Il compito che dovevano affrontare le forze giapponesi pareva totalmente impossibile. Il comandante della Prima Forza Aerea, il viceammiraglio Takijirō Ōnishi decise di formare una "Forza d'Attacco Speciale Kamikaze"; Onishi divenne il "padre dei kamikaze". In un incontro all'aeroporto di Mabacalat (Clark Air Base) vicino a Manila, Onishi che stava visitando i quartieri del 201º Corpo Navale di Volo suggerì: «Non penso che ci sia un'altra maniera di eseguire l'operazione che mettere una bomba da 250 kg su uno Zero e farlo sbattere contro una portaerei per metterla fuori combattimento per una settimana.»

### La prima unità kamikaze

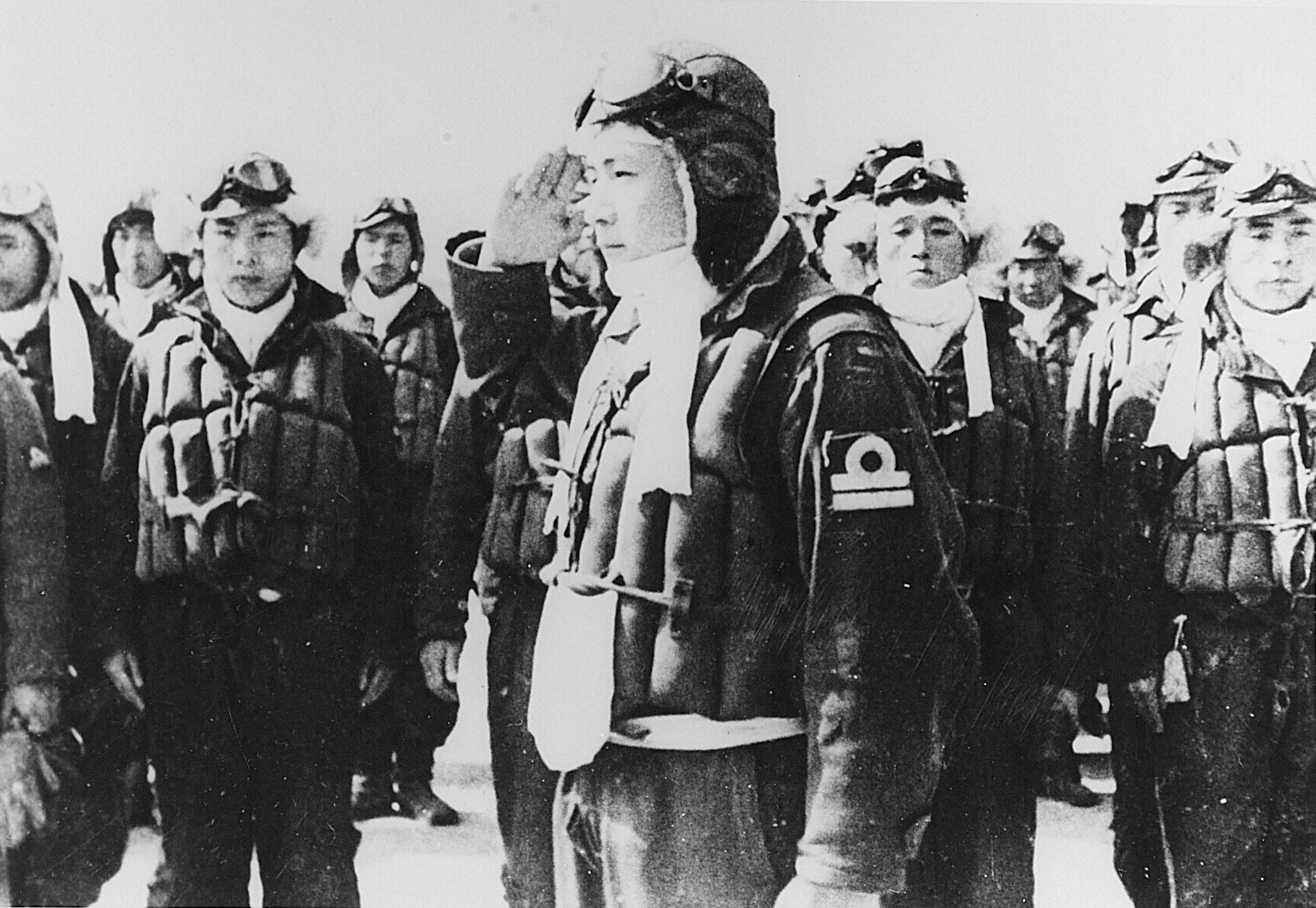
Un giovane tenente pilota della Marina imperiale giapponese poco prima di guidare un attacco kamikaze

Il comandante Asaiki Tamai chiese a un gruppo di abili studenti di volo che aveva personalmente addestrato di unirsi alla forza di attacco speciale. Tutti i piloti alzarono entrambe le mani, dando pertanto l'assenso a unirsi all'operazione. Più tardi Asaiki Tamai chiese al tenente Yukio Seki di comandare la forza di attacco speciale.
Si dice che Seki Yukio abbia chiuso gli occhi ed abbassato la testa per dieci secondi prima di chiedere: «La prego di lasciarmelo fare».
Yukio Seki divenne pertanto il 24° pilota kamikaze ad essere scelto.
Dunque, il 20 ottobre 1944 è la data di nascita del reparto kamikaze, formato da 24 piloti del 21º Stormo:
- Unità d'Attacco Speciale Tokkoutai (abbreviazione di Tokubetsu Kougekitai) "Shinu"
  - Unità Shikishima (Isola Bella)
  - Unità Yamato (Razza Giapponese)
  - Unità Asahi (Sol Levante)
  - Unità Yama-zakura (Fiori di Ciliegio Selvatico di Montagna)

Questi nomi furono tratti da un poema patriottico (waka o tanka) dello studioso giapponese classico Motoori Norinaga, scritta nel XVIII secolo:
| In giapponese                              | In romaji                                                                | In italiano |
| ------------------------------------------ | ------------------------------------------------------------------------ | --- |
| 敷島の 大和心を 人問はば 朝日に匂 ふ山桜花 | Shikishima no Yamatogokoro wo Hito towaba Asahi ni niou Yama-zakura bana | Se mi chiedete cos'è l'anima della razza giapponese della bella isola, rispondo che è come fiore di ciliegio selvatico ai primi raggi del sol levante, puro, chiaro e deliziosamente profumato. |

### I primi attacchi

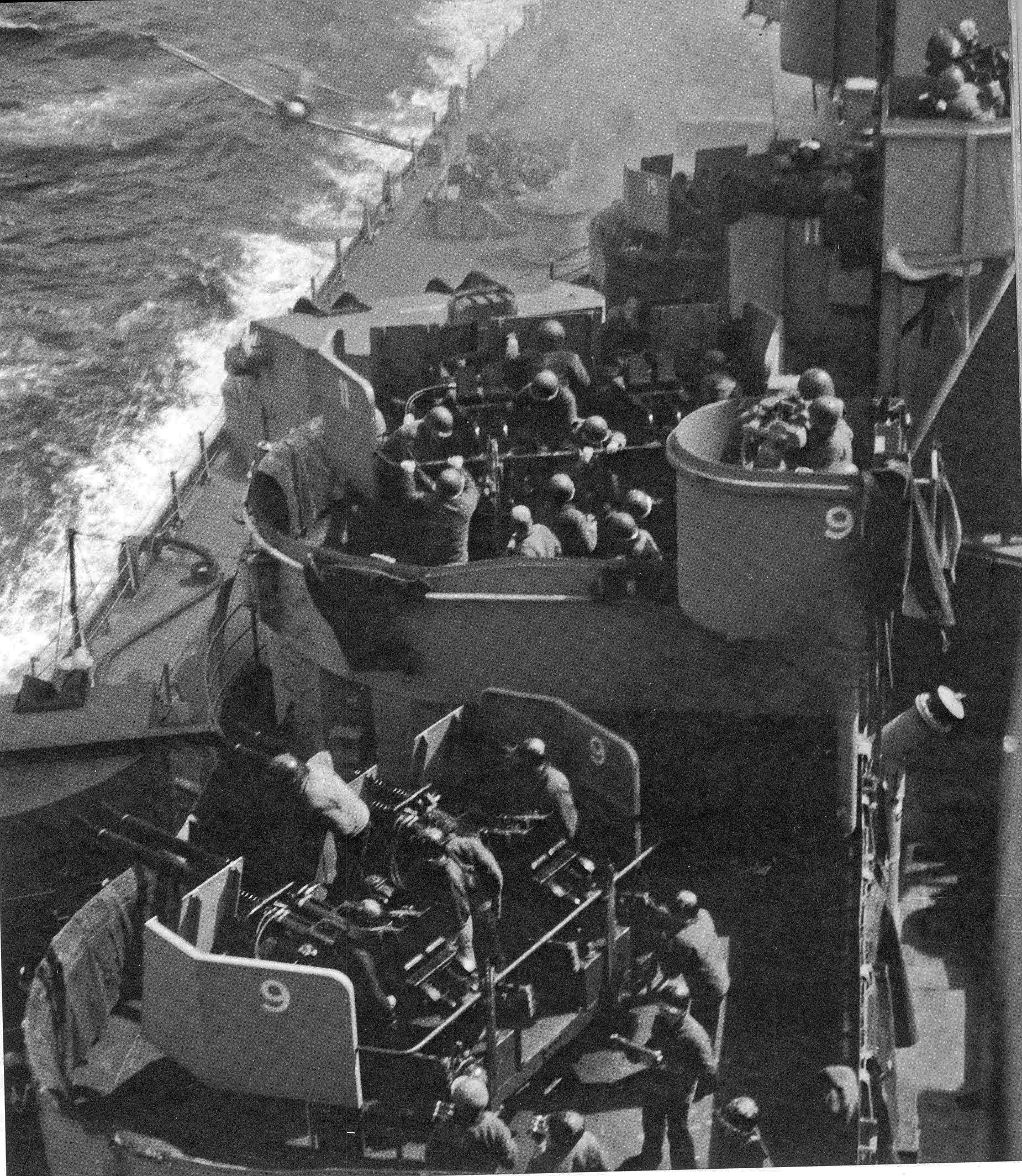
Un Mitsubishi Zero in procinto di colpire la USS Missouri

Almeno una fonte cita un episodio di aeroplani giapponesi scontratisi con la portaerei USS Indiana e l'incrociatore leggero USS Reno a metà del 1944, considerandoli come i primi attacchi kamikaze della seconda guerra mondiale, ma le prove che questi scontri fossero intenzionali e non collisioni accidentali, possibili durante intense battaglie aeronavali, sono scarse.

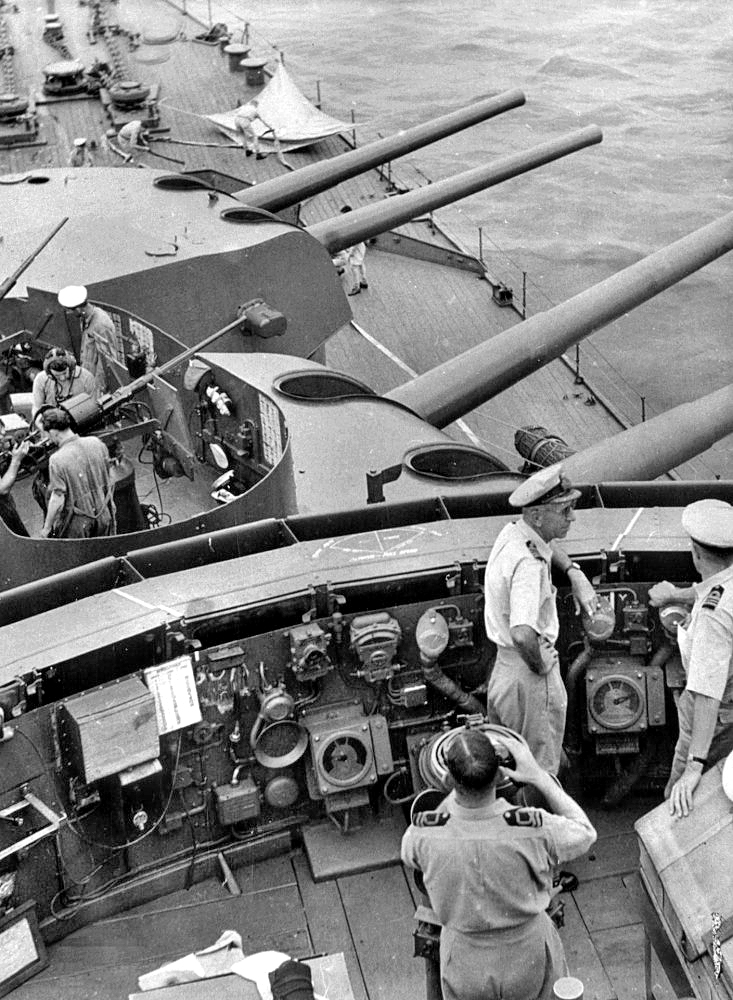
Il ponte e torrette di prua della HMAS Australia, nel settembre 1944. L'ufficiale a destra è il capitano Emile Dechaineux, ucciso durante il primo attacco kamikaze il 21 ottobre 1944.

Secondo le testimonianze del personale alleato, il primo attacco kamikaze — nel senso generalmente accettato del termine — non venne eseguito dall'unità di Tamai, ma da un pilota giapponese non identificato. Il 21 ottobre 1944 l'ammiraglia della Marina Reale Australiana, venne colpita da un aeroplano giapponese armato con una bomba da 200 kg (441 libbre), dopo che il pilota giapponese aveva tentato di attaccare l'altro incrociatore australiano HMAS Shropshire che navigava a poca distanza; l'aereo era stato danneggiato seriamente dal fuoco antiaereo della Shropshire e se ne allontanò a bassissima quota (50 piedi, meno di 20 metri) in direzione dell'Australia. Le mitragliere a 8 canne di tipo pom-pom, due cannoni Bofors da 40mm e due da 20mm della nave cercarono di impegnare l'aereo senza risultato ma probabilmente disturbando il pilota, e questo colpì l'albero anteriore, sopra il ponte di comando; vennero danneggiati il ponte di comando che era scoperto come in genere nelle navi britanniche dell'epoca, la centrale di controllo del tiro antiaereo e la piattaforma della girobussola, spargendo carburante e detriti su una vasta area. La bomba non esplose, altrimenti la detonazione avrebbe potuto effettivamente distruggere la nave. Nell'attacco morirono almeno 30 membri dell'equipaggio incluso l'ufficiale comandante, il capitano Emile Dechaineux, e la maggior parte del personale del ponte rendendo la nave di fatto inoperativa; tra i feriti ci fu il commodoro John Collins, comandante della forza australiana. Alcuni ritengono che l'attacco fosse suicida senza alcun dubbio ma non frutto di una tattica preordinata, come altri episodi verificatisi fin dal 1942.
Il 25 ottobre l'Australia venne colpito nuovamente e forzato a ritirarsi nelle Nuove Ebridi per le riparazioni. Quello stesso giorno cinque caccia Zero condotti da Seki attaccarono una portaerei di scorta: la USS St. Lo. Sebbene solo un kamikaze riuscisse a colpirla con efficacia, la bomba a bordo dell'aereo causò un incendio che fece esplodere il deposito bombe, affondando la portaerei. Altri colpirono e danneggiarono altre navi alleate, tra cui le portaerei di scorta USS Santee, USS Suwannee, USS Kitkun Bay e USS Kalinin Bay. Poiché molte portaerei americane avevano ponti di volo in legno, furono considerate più vulnerabili agli attacchi kamikaze rispetto alle portaerei britanniche della Flotta Britannica del Pacifico, dotate di ponti in acciaio.
L'Australia ritornò nella zona di combattimento nel gennaio 1945, prima della fine della guerra subì (e sopravvisse) sei diversi attacchi di kamikaze, con una perdita totale di 86 vite. Tra le navi principali che sopravvissero ad attacchi multipli di kamikaze durante la seconda guerra mondiale, vanno ricordate l'Intrepid e la Franklin, entrambe della classe Essex.

### L'ondata principale degli attacchi kamikaze

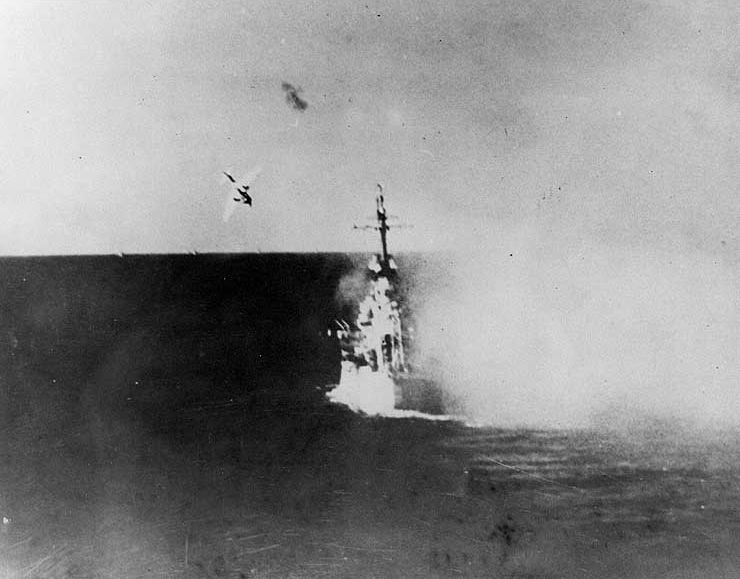
La USS Columbia attaccata da un kamikaze fuori dal Golfo di Lingayen, 6 gennaio 1945

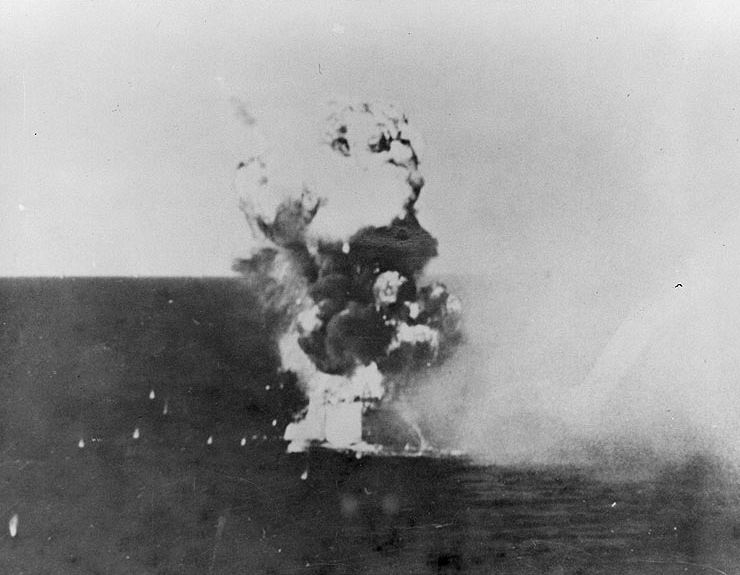
Il kamikaze colpisce la Columbia alle 17:29. L'aeroplano e la bomba penetrano due ponti prima di esplodere, uccidendo 13 uomini e ferendone 44.

I primi successi, come l'affondamento della St. Lo portarono a uno sviluppo immediato del programma e nel giro dei mesi successivi vennero lanciati oltre 2000 attacchi suicidi. Nel computo vanno compresi le azioni di guerra eseguite con le bombe razzo Yokosuka MXY7 Ohka ("Bocciolo di ciliegio", ribattezzate Baka: "folle" dagli statunitensi), pensate come una sorta di missili a guida umana e costruite appositamente per questo scopo, e gli assalti condotti con piccole barche imbottite d'esplosivo, o torpedini guidate dette kaiten.
Gli aerei kamikaze espressamente costruiti come tali, a differenza dei caccia o bombardieri in picchiata convertiti allo scopo, non possedevano meccanismi di atterraggio. Un aeroplano progettato specificamente, il Nakajima Ki-115 Tsurugi, era realizzato con una struttura in legno, semplice da costruire e pensato per utilizzare le scorte di motori rimanenti. Il carrello non era retrattile e veniva sganciato poco dopo il decollo per consentire il riutilizzo con altri aeroplani.

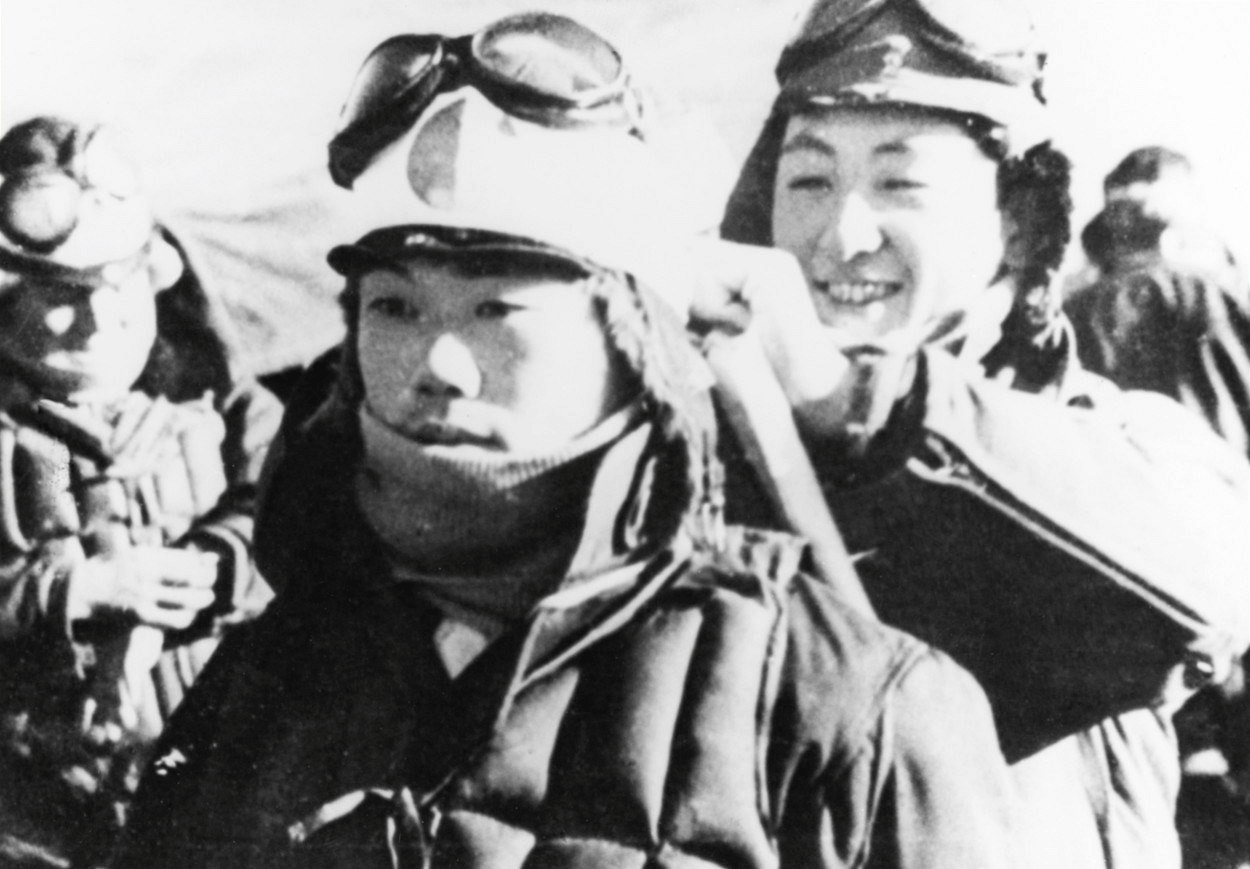
Un giovane pilota kamikaze riceve l'hachimaki prima di partire per la missione suicida.

Il picco dell'attività venne toccato il 6 aprile 1945 durante la battaglia di Okinawa, quando varie ondate di aeroplani condussero centinaia di attacchi durante l'Operazione Kikusui (Crisantemi galleggianti). A Okinawa gli attacchi dei kamikaze si focalizzarono all'inizio sui cacciatorpediniere in servizio di protezione e quindi sulle portaerei al centro della flotta. L'offensiva, per cui vennero utilizzati 1465 aeroplani, seminò distruzione: i resoconti delle perdite variano, ma per la fine della battaglia almeno 21 navi americane erano state affondate dai kamikaze, insieme a navi alleate di altra nazionalità e dozzine di altre erano state danneggiate.
L'offensiva comprese la missione di sola andata della nave da battaglia Yamato, che non riuscì a raggiungere le vicinanze dell'operazione perché affondata dagli aerei alleati a diverse centinaia di miglia di distanza (Vedi Operazione Ten-Go).
A causa della scarsità del loro addestramento, i piloti kamikaze tendevano ad essere facili prede per gli esperti piloti alleati, che pilotavano aerei di molto superiori. Anche gli equipaggi navali alleati iniziarono a sviluppare tecniche per neutralizzare gli attacchi dei kamikaze, come sparare con i cannoni navali di grosso calibro nel mare lungo la direzione di attacco, per poterli inondare. Queste tattiche non potevano essere usate contro gli Okha ed altri attacchi veloci portati in picchiata dall'alto, ma questi ultimi aerei erano più vulnerabili al fuoco antiaereo e ai caccia Alleati.
Nel 1945 l'esercito giapponese iniziò ad accumulare scorte di centinaia di Tsurugi, di altri aerei a elica, di Ohka e di navi suicide per fronteggiare le forze alleate, che si aspettavano avrebbero invaso il Giappone. Pochi di essi vennero usati.

### L'uso come difesa contro i raid aerei
Quando il Giappone iniziò ad essere soggetto al bombardamento strategico da parte dei bombardieri B-29 Superfortress dopo la cattura di Iwo Jima l'esercito giapponese tentò di usare attacchi suicidi contro questa minaccia.
Comunque questa si dimostrò molto meno fruttuosa e pratica, poiché un aeroplano era un bersaglio molto più piccolo, manovrabile e veloce di una tipica nave da guerra. Aggiungendo a ciò il fatto che il B-29 possedeva un formidabile armamentario difensivo, gli attacchi suicidi contro questo tipo di aeroplano richiedevano un'abilità di volo considerevole per avere successo. Ciò era contrario allo scopo fondamentale di usare piloti sacrificabili e incoraggiare i piloti abili a balzare fuori prima dell'impatto era inefficace causando spesso la morte di personale vitale che calcolava male il tempo di uscita e falliva l'impatto e/o ne restava ucciso.

### Effetti
Alla fine della seconda guerra mondiale il servizio aeronautico della marina giapponese aveva sacrificato 2.526 piloti kamikaze, mentre quello dell'esercito ne aveva sacrificati 1.387. Secondo un dato ufficiale, di fonte giapponese, le missioni affondarono 81 navi e ne danneggiarono 195, ammontando (rispetto al conteggio giapponese dei danni inflitti) all'80% delle perdite USA durante le fasi finali della guerra nel Pacifico.
Secondo una fonte delle forze aeree americane:
(Airforcehistory.)

### Tradizioni e folclore
(Dalla lettera scritta dal viceammiraglio Takijirō Ōnishi, principale fautore dei kamikaze, e indirizzata ai giovani giapponesi, prima di suicidarsi il 15 agosto 1945.)
L'esercito giapponese non ebbe mai problemi nel reclutare volontari per le missioni kamikaze; in effetti ci fu il triplo di volontari rispetto agli aerei disponibili. In conseguenza di ciò i piloti esperti venivano scartati, in quanto considerati meglio impiegati in ruoli difensivi e di insegnamento. Il pilota kamikaze medio aveva circa 20 anni e studiava all'università. Le motivazioni nell'offrirsi volontario andavano dal patriottismo, al desiderio di portare onore alle proprie famiglie, al mettersi alla prova in maniera estrema.
Venivano spesso tenute cerimonie speciali, immediatamente prima della partenza delle missioni kamikaze, nelle quali ai piloti che portavano preghiere delle loro famiglie venivano date decorazioni militari. Queste pratiche aiutavano a romanzare le missioni suicide, attraendo pertanto altri volontari. I kamikaze giapponesi inoltre indossavano la nota bandana bianca con dei motivi patriottici disegnati, chiamata hachimaki.
Secondo la leggenda i giovani piloti delle missioni kamikaze spesso volano a sud-ovest dal Giappone sopra il monte Kaimon, alto 922 metri. La montagna è anche detta "Satsuma Fuji" (indicando una montagna bella simmetricamente, come il Fuji, ma situata nella regione di Satsuma). I piloti delle missioni suicide vedevano questo guardandosi alle spalle, la montagna più a sud del Giappone mentre erano in aria, dicendo addio al proprio paese e salutavano la montagna.
I residenti dell'isola di Kikajima, ad est di Amami Ōshima, dicono che i piloti delle missioni suicide lanciavano fiori dall'aria mentre partivano per la loro missione suicida. Presumibilmente le colline sopra l'aeroporto di Kikajima hanno campi di fiordalisi che sbocciano all'inizio di maggio.